# Евъртън де Виня дел Мар
Евъртън де Виня дел Мар (на испански: Everton de Viña del Mar) е чилийски футболен отбор от Виня дел Мар, регион Валпараисо. Създаден е на 24 юни 1909 г. и е шестият най-успешен отбор в историята на страната с четири шампионски титли и една Купа на Чили. Играе във втора дивизия.

## История
Отборът е основан във Валпараисо от група английски имигранти, предвождани от Дейвид Фоксли, който освен играч става и първия президент в историята на клуба. Произходът на името е неясен, но според най-разпространената теория той е кръстен на английския отбор Евъртън, който по това време има турне в Аржентина; според друга теория това е било името на популярни карамелени бонбони. В началото освен футбол, клубът развива и други спортове като лека атлетика, плуване, баскетбол, ръгби, бадминтон и др. През 1912 г. Евъртън постига договорка да се включи в аматьорското първенство Лига де Валпараисо, където печели две титли. През 1943 г. ръководството на отбора започва опити да премести отбора във Виня дел Мар, като първоначално получава на два пъти отказ от федерацията, в която членува, но най-накрая това се случва на 3 юли същата година. През 1944 г. Евъртън и Сантяго Уондърърс получават покана да се присъединят към Асосиасион Сентрал де Футбол и да станат част от професионалната Примера Дивисион. Като част от сделката двата тима трябва да получават по 1000 чилийско песо за всеки мач, изигран в Сантяго, а не в съответно Виня дел Мар и Валпараисо. Новото начало за Евъртън е трудно и през първите няколко сезона отборът завършва в долната половина на класирането. Намерен е спонсор в лицето на Казино Виня дел Мар, което дава клуба 0,03% от печалбата си; така се ражда прекорът на отбора - „Рулетерос“ (Играчите на рулетка). С финансовата стабилност се подобряват и резултатите на отбора и през 1950 г. след пет поредни победи в последните пет кръга при голова разлика 19:2 - включително 3:0 над водача в класирането Унион Еспаньола - двата тима финишират с равен брой точки. По този начин допълнителен мач трябва да реши изхода на първенството, в който Евъртън надделява с 1:0 след продължения и не само печели първата си титла в историята, но се превръща и в първия тим извън столицата Сантяго, триумфирал с този трофей. Две години по-късно печели нова титла, този път с преднина от три точки пред Коло Коло.
Оттогава до края на 60-те години Евъртън се представя сравнително стабилно и финишира в първата половина на класирането, а в някои случаи - и в челото. Това обаче се променя и след два слаби сезона през 1971 и 1972, когато завършва съответно 16-и и 18-и (от 18 отбора), изпада във втора дивизия. През 1974 г. Евъртън става на втори във втора дивизия и печели промоция за Примера Дивисион, където следващия сезон остава 11-и. През 1976 г., малко изненадващо с оглед на резултатите през това десетилетие, тимът се връща на победния път и след изиграването на 34 кръга той и Унион Еспаньола се оказват начело на класирането с равен брой точки. Така 26 години по-късно двата отбора отново трябва да играят допълнителен мач. След 0:0 в първия, Евъртън печели втория с 3:1 и трета титла в историята си. През 1977 г. клубът остава само на две точки от първото място и защита на титлата, а освен това дебютира в турнира за Копа Либертадорес, където обаче не успява да премине първата групова фаза. Продажбата на основни футболисти се отразява на представянето на отбора и в следващите години редува силни със слаби класирания, преди през 1981 г. да остане на предпоследно място и да изпадне във втора дивизия. Още следващия сезон обаче завършва на второ място и се връща в елита. През 1984 г. печели Купата на Чили след като побеждава на финала Универсидад Католика с 3:0. През 1985 г. загуба в последния кръг лишава Евъртън от шанса да завърши наравно с Кобрелоа и да стигне до допълнителен мач за титлата.
Финансовата криза в отбора и слабото ръководство в началото на 90-те водят до три поредни класирания в дъното на таблицата и участие в баражната група за оставане/влизане в Примера Дивисион, но и трите пъти успява да се пребори с другите три отбора и да се спаси. Изпадането обаче става факт през 1995 г. Евъртън се връща в елита през 1999 г., но още следващия сезон остава под чертата на изпадащите. През 2003 г. печели шампионата на втора дивизия и промоция за първа. За да се пребори с финансовите проблеми, през 2006 г. отборът е трансформиран в акционерно дружество. Във фазата на директните елиминации на турнира Апертура през 2008 г., Евъртън показва отборен дух и първо прескача четвъртфинала срещу Аудакс Италяно след загуба в първия мач с 3:0 и победа с 4:1 на реванша, а на финала срещу Коло Коло отново губи първата среща с 2:0, но в реванша надделява с 3:0 и така печели четвъртата шампионска титла в историята си. Титлата означава и класиране за Копа Либертадорес през 2009 г., но както и при първото си участие тимът не успява да прескочи груповата фаза. На 4 август 2010 г. Евъртън гостува в Англия за исторически мач срещу съименниците си от град Ливърпул за т.нар. Братска купа, в който англичаните печелят с 2:0. В следващите няколко години отборът няколко пъти изпада и се връща от и в елита.

## Футболисти

### Известни бивши футболисти
- Даниел Ескудеро
- Джони Ерера
- Доминго Сорасе
- Еладио Рохас
- Иво Басай
- Марко Естрада
- Нелсон Акоста
- Рамиро Кастийо
- Серхио Аумада
- Хайме Риверос
- Хосе Милтон Мелгар
- Хуан Коварубиас

## Успехи
- Примера Дивисион:
  - Шампион (4): 1950, 1952, 1976, 2008 А.
  - Вицешампион (2): 1977, 1985
- Примера Б:
  - Шампион (1): 2003
  - Вицешампион (4): 1974, 1982, 1997 А, 1997 К
- Копа Чиле:
  - Носител (1): 1984
- Лига де Валпараисо:
  - Шампион (2): 1928, 1931
  - Вицешампион (4): 1924, 1925, 1927, 1929

## Рекорди
- Най-голяма победа:
  - в Примера Дивисион: 11:0 срещу Бадминтон, 26 април 1925 г.
- Най-голяма загуба:
  - в Примера Дивисион: 8:0 срещу Сантяго Уондърърс, 18 април 1920 г.
- Най-голяма мачове: Доминго Сорасе – 473
- Най-голяма голове: Даниел Ескудеро – 123